# Nowiny (powiat gostyński)
Nowiny – osada w Polsce położony w województwie wielkopolskim, w powiecie gostyńskim, w gminie Pogorzela.
W latach 1975–1998 miejscowość administracyjnie należała do województwa leszczyńskiego.